# Illes ABC

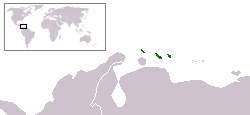
Localització de les illes ABC al Carib. D'esquerra a dreta, Aruba, Curaçao i Bonaire.

Les illes ABC són un terme que hom empra per designar alhora les illes caribenyes d'Aruba, Bonaire i Curaçao. En el context neerlandès hom les coneix també com a illes de Sotavent (Benedenwindse Eilanden), però en anglès es consideren illes de Sobrevent (Windward Islands).
Totes tres constituïen, juntament amb Sint Maarten, Sint Eustatius i Saba (més al nord, i conegudes en el context neerlandès com a illes SSS), les Antilles Neerlandeses. Des del 1986, Aruba disposa d'un estatus diferenciat com a país constituent del Regne dels Països Baixos. El 2010 amb la dissolució de les Antilles Neerlandeses, Curaçao també va adquirir aquest estatus mentre que Bonaire va esdevenir un municipi especial dels Països Baixos, formant amb Sint Eustatius i Saba el Carib neerlandès.
Estan situades al nord de l'estat Falcón (Veneçuela) i ordenades d'est a oest: Bonaire, Curaçao i Aruba (ja just sobre la península de Paraguaná).
La llengua que més s'hi parla és el papiamento, si bé el neerlandès hi té un estatus oficial i l'anglès i l'espanyol també hi són emprats.